# Franz Moewus
Franz Moewus, död 30 maj 1959, var en tysk biolog som studerade algen Chlamydomonas. En art, Chlamydomonas moewusii,  är namngiven efter honom. Hans arbete har senare blivit ifrågasatt då andra forskare inte kunnat reproducera hans resultat.